# Masters de Montecarlo 1994
El Masters de Montecarlo 1994 fue un torneo de tenis masculino jugado sobre tierra batida. Fue la 88.ª edición de este torneo. Se celebró entre el 18 y el 24 de abril de 1994.

## Campeones

### Individuales
Andrei Medvedev vence a  Sergi Bruguera, 7–5, 6–1, 6–3.

### Dobles
Nicklas Kulti /  Magnus Larsson vencen a  Yevgeny Kafelnikov /  Daniel Vacek, 3–6, 7–6, 6–4.